# Сальседо, Сантьяго
Сантьяго Габриэль Сальседо Гонзалес (исп. Santiago Gabriel Salcedo González; род. 6 сентября 1981, Асунсьон) — парагвайский футболист, центральный нападающий клуба «Соль де Америка».

## Биография
Сальседо с 10 забитыми голами стал лучшим бомбардиром Кубка Либертадорес в 2005 году, играя за «Серро Портеньо». Позже играл за японский клуб «Токио», в 2006 году перешёл в аргентинский «Ньюэллс Олд Бойз», но за это время дважды побывал в арендах: в мексиканском «Хагуарес Чьяпас» и в аргентинском «Ривер Плейт», которым руководил Диего Симеоне.
После ухода Симеоне и финиш «Ривер Плейт» на последнем месте в Апертуре 2008, Сальседо вернулся в «Ньюэллс Олд Бойз». 7 августа 2009 года «Ланус» подписал парагвайского форварда.
После короткого периода в «Архентинос Хуниорс» он вернулся в «Серро Портеньо».
В июле 2013 года он подписал контракт с «Банфилдом», который выступал в Примере B Насьональ в Аргентине.
После того как завершилась его аренда в клубе «Соль де Америка», Сальседо подписал контракт с «Либертадом», который начал действовать с 2016 года.